# Cơ địa
Cơ địa (Host factor/Tác nhân vật chủ) là thuật ngữ y học đề cập đến đặc điểm của cá nhân hoặc của từng cá thể động vật có ảnh hưởng đến tính mẫn cảm đối với bệnh tật, đặc biệt là so với các cá nhân hoặc cá thể khác. Thuật ngữ này xuất hiện trong bối cảnh nghiên cứu bệnh truyền nhiễm, trái ngược với "các yếu tố sinh vật", chẳng hạn như tính độc hại và khả năng lây nhiễm của vi khuẩn. Các yếu tố chủ nhà có thể khác nhau về dân số và ảnh hưởng đến tính nhạy cảm của bệnh có thể là bẩm sinh hoặc từ môi trường. Thuật ngữ này hiện đang được sử dụng trong ung thư học và nhiều bối cảnh y học khác liên quan đến sự khác biệt cá nhân của tính dễ tổn thương của bệnh tật.
Những nhân tố thuộc về cơ địa có thể kể đến như: tình trạng sức khoẻ tổng quát; đặc điểm tâm lý và thái độ; trạng thái dinh dưỡng; các quan hệ xã hội; tiếp xúc trước với cơ thể hoặc các kháng nguyên liên quan; thể tạng (tạng người), thể trạng, haplotype hay các khác biệt di truyền khác biệt về chức năng miễn dịch; tình trạng lạm dụng chất, chủng tộc, nòi giống, bẩm sinh. Cơ địa chính là tính chất cơ thể của mỗi người, động vật, về mặt phản ứng lại với những tác động từ bên ngoài, để chỉ sự phản ứng khác nhau của cơ thể mỗi người đối với môi trường sống. 

## Đại cương
Louis Pasteur là người đầu đầu tiên nêu lên khái niệm "cơ địa". Theo ông, những cá thể có cơ địa yếu là điều kiện thuận lợi để vi sinh vật phát triển và như vậy có khuynh hướng dễ mắc bệnh hơn các cá thể khác. Nhiều căn bệnh nan y được xếp vào “bệnh do cơ địa” hay còn gọi là bệnh do thể tạng (các bệnh atopy). Điển hình như các bệnh tự miễn, các phản ứng quá mẫn, sự suy giảm miễn dịch, hiện tượng thải ghép và bệnh dị ứng, bài xích, sốc thuốc và những bệnh thuộc cơ địa rất khó chữa vì nó mang yếu tố di truyền, chẵng hạn như chứng viêm da cơ địa.
Miễn dịch học đã dùng khái niệm Cơ địa kiểu Pasteur để lý giải cơ chế bệnh sinh của các bệnh tự miễn, các phản ứng quá mẫn, sự suy giảm miễn dịch và hiện tượng thải ghép điển hình là sự giải thích bệnh dị ứng. Dị ứng là một phản ứng quá mức của hệ thống miễn dịch khi cơ thể tiếp xúc với những chất lạ. Gọi là quá mức vì các chất lạ này đều được cơ thể nhận biết và vô hại đối với những ai không bị dị ứng. Còn cơ thể của người bị dị ứng sẽ nhận ra các chất lạ và sẽ khởi động một phần hệ thống miễn dịch.
Các chất gây nên hiện tượng dị ứng được gọi là dị nguyên. Các dị nguyên bao gồm bụi, phấn hoa, mốc, thực phẩm. Có thể hiểu dị nguyên là những chất lạ đối với cơ thể và có thể gây nên phản ứng dị ứng ở một số người. Khi dị nguyên tiếp xúc với cơ thể những người bị dị ứng thì sẽ kích hoạt hệ thống miễn dịch để tạo nên các phản ứng dị ứng. Những người như thế được gọi là người có cơ địa quá mẫn cảm với diễn biến của môi trường sống. Tổ chức Nông nghiệp và Lương thực Liên Hợp Quốc (FAO) cũng từng khuyến khích mọi người nên ăn côn trùng. Nhưng chuyện sẽ hoàn toàn khác với người có cơ địa dị ứng với một chất nào đó trong côn trùng, ăn vào kích thích da nổi mẩn hay buồn nôn.